# Líšťany (Észak-plzeňi járás)
Líšťany település Csehországban, a Észak-plzeňi járásban. Líšťany Všeruby, Čerňovice, Město Touškov, Čeminy, Újezd nade Mží, Pernarec, Úlice és Pňovany településekkel határos. Lakosainak száma 780 fő (2024. január 1.).

## Népesség
A település lakosságának változását az alábbi diagram mutatja:
| Lakosok száma | 1465 | 1525 | 1499 | 774  | 583  | 554  | 732  | 752  | 739  | 780  |
|               | 1869 | 1890 | 1921 | 1950 | 1980 | 2001 | 2017 | 2019 | 2022 | 2024 |